# 曹玉德

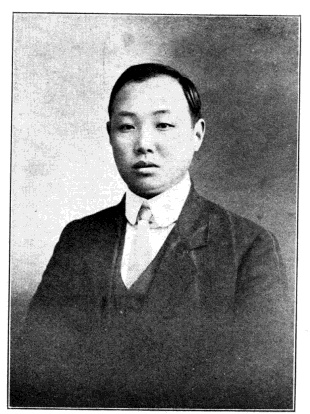
《民国之精华》中的曹玉德照片

曹玉德（？—？）安徽省灵璧县人，中华民国政治人物。

## 生平
民国元年（1912年）1月4日，安徽省临时议会成立，曹玉德当选议员。同年，曹玉德当选为北京临时参议院议员。1912年底，安徽省参议会复选议员，曹玉德当选议员。